# Hjorthagens IP
Hjorthagens IP är en idrottsplats i stadsdelen Hjorthagen i Stockholm. 

## Beskrivning

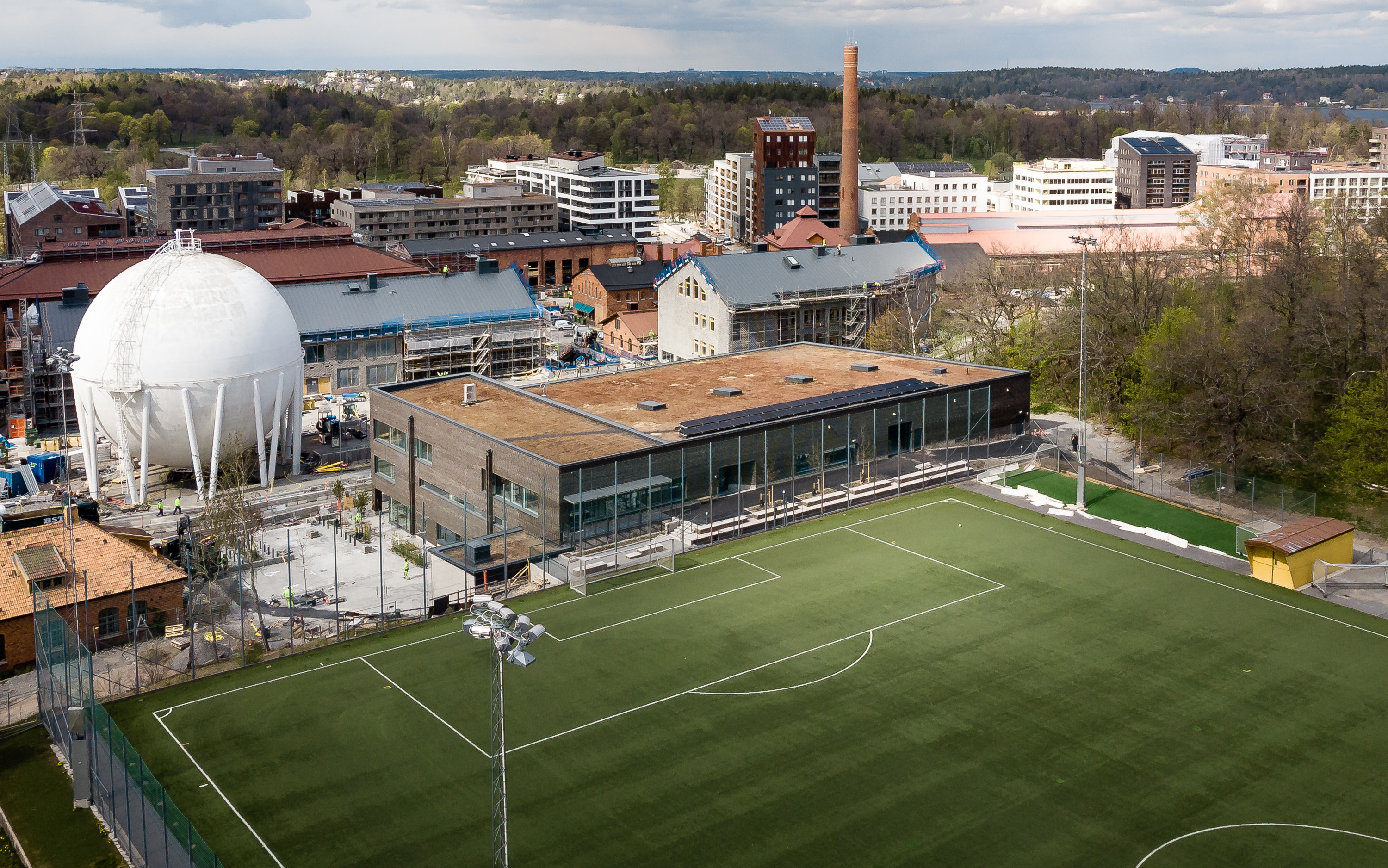
Hjorthagshallen.

Hjorthagens IP anlades i slutet av 1930-talet när Hjorthagens smalhusområde (kallat Abessinien) uppfördes. Idrottsplatsen placerades som en buffert mellan Hjorthagens bostadsbebyggelse och Värtagasverkets industrihus. Platsen har bland annat använts av Djurgårdens IF FF, som träningsplan. och för Djurgårdens IF Handikappfotbollförening, samt av Värtans IK. Vintertid har den bland annat spolats för skridskoåkning.
Den 6 oktober 2012 invigdes 3 fotbollsplaner i konstgräs: 5-, 7- samt 11-mannaplan.
Samma år invigdes även Johan Björkmans Hall, ett fullstort vintertält över hela 11-mannaplanen. Djurgårdens Nya Affärsnätverk var med och finansierade bygget.
 Den är uppkallad efter finansmannen och mecenaten Johan Björkman.

## Hjorthagshallen
I anslutning norr om idrottsplatsen lät Stockholms stad uppföra en fullstor idrottshall. Hallen har en spelplan på 20 x 40 meter och inrymmer omklädningsrum, kafeteria, träningslokaler för fäktning och ytor för läxläsning. Hjorthagshallen ritades av AIX Arkitekter och invigdes den 20 september 2019.

### Fotnoter
1. ↑  John Karlsson (24 juli 2001). ”Djurgårdens IF - historia, föreningskultur och tradition”. Svenska fans. http://www.svenskafans.com/fotboll/2214.aspx. Läst 24 januari 2013.
2. ↑  Maria Saving (3 december 2000). ”Här kan du åka skridskor – trots mildvädret”. Aftonbladet. http://www.aftonbladet.se/nyheter/article10189321.ab. Läst 24 januari 2013.
3. ↑  ”Hjorthagens IP en fotbollsanläggning med miljöprofil”. Stockholms kommun. 9 oktober 2012. Arkiverad från originalet den 11 januari 2014. https://web.archive.org/web/20140111110537/http://www.stockholm.se/-/Nyheter/Om-Stockholm/Hjorthagens-IP-en-fotbollsanlaggning-med-miljoprofil-invigd/. Läst 24 januari 2013.
4. ↑  ”Stockholms stad: Hjorthagshallen”. Arkiverad från originalet den 9 maj 2021. https://web.archive.org/web/20210509062036/https://foretagsservice.stockholm/hitta-idrottsanlaggningar-som-bokas/idrottsanlaggning/hjorthagshallen/. Läst 8 maj 2021.